# Final girl
Final girl (pol. „finałowa dziewczyna”) – termin z dziedziny filmoznawstwa, topos określający postać płci żeńskiej ocalałą w horrorze (najczęściej slasherze). Jest to postać kobiety lub nastoletniej dziewczyny, której udaje się ujść z życiem z konfrontacji z zagrażającym jej niebezpieczeństwem, najczęściej zabójcą. Nie istnieje spolszczony odpowiednik pojęcia w formie spopularyzowanej.
Termin wprowadzony przez profesor teorii filmowej Carol J. Clover w książce Mężczyźni, kobiety i piły mechaniczne: Płeć w nowoczesnym horrorze (Men, Women and Chain Saws: Gender in the Modern Horror Film), powtarzający się w takich popularnych horrorach jak: Krzyk (Scream), Teksańska masakra piłą mechaniczną (The Texas Chain Saw Massacre) czy Obcy – ósmy pasażer Nostromo (Alien).
Postać „final girl” zasadniczo jest inteligentna, seksualnie nieprzystępna lub najczęściej jest po prostu dziewicą. W przeciwieństwie do swoich rówieśników przedstawionych w filmie, unika alkoholu, narkotyków i innych używek. Czasami posiada uniwersalne płciowo, podobne do męskiego, imię (np. Chris Higgins – Piątek, trzynastego III, Sidney Prescott – Krzyk). Nabiera cech stereotypowo męskich, jak odwaga, siła czy wręcz agresja w pojedynku z zagrożeniem, którym najczęściej jest psychopatyczny morderca.
Genezę postaci „final girl” przedstawiono m.in. w filmie paradokumentalnym Behind the Mask: The Rise of Leslie Vernon (2006), w którym motyw ten był jednym z głównych wątków fabuły, intensywnie przedyskutowanym. Określono go jako „survivor girl” (z ang. survivor – ocalały).

## Przykłady postaci final girl w popkulturze
| Postać          | Film | Aktorka               |
| --------------- | --- | --------------------- |
| Kirsty Cotton   | Hellraiser: Wysłannik piekieł (Hellraiser)                                                                                 | Ashley Laurence       |
| Laurie Strode   | seria Halloween | Jamie Lee Curtis      |
| Sally Hardesty  | Teksańska masakra piłą mechaniczną (The Texas Chain Saw Massacre, 1974)                                                    | Marilyn Burns         |
| Ellen Ripley    | Obcy – ósmy pasażer Nostromo (Alien) i jego sequele                                                                        | Sigourney Weaver      |
| Sidney Prescott | Krzyk (Scream) i jego sequele                                                                                              | Neve Campbell         |
| Gale Weathers   | Krzyk (Scream) i jego sequele                                                                                              | Courteney Cox         |
| Alice Hardy     | Piątek, trzynastego (Friday the 13th)                                                                                      | Adrienne King         |
| Nancy Thompson  | Koszmar z ulicy Wiązów (A Nightmare on Elm Street)                                                                         | Heather Langenkamp    |
| Julie James     | Koszmar minionego lata (I Know What You Did Last Summer) i Koszmar następnego lata (I Still Know What You Did Last Summer) | Jennifer Love Hewitt  |
| Karen Davis     | The Grudge – Klątwa (The Grudge)                                                                                           | Sarah Michelle Gellar |
| Natalie Simon   | Ulice strachu (Urban Legend)                                                                                               | Alicia Witt           |
| Carly Jones     | Dom woskowych ciał (House of Wax)                                                                                          | Elisha Cuthbert       |
| Erin Hardesty   | Teksańska masakra piłą mechaniczną (The Texas Chainsaw Massacre, 2003)                                                     | Jessica Biel          |
| Sienna Shaw     | Terrifier 2. Masakra w Święta                                                                                              | Lauren LaVera         |
| Brooke Thompson | American Horror Story: 1984                                                                                                | Emma Roberts          |
| Maxine Minx     | X | Mia Goth              |